# Голямо Мече езеро
Голямото Мече езеро (на английски: Great Bear Lake; на френски: Grand lac de l'Ours) е най-голямото езеро в Северозападните територии и 2-ро по големина в Канада след езерото Хюрън. Голямото Мече езеро е най-голямото, разположено изцяло на територията на Канада. Площта му, заедно с островите в него е 31 153 км2, която му отрежда 4-то място сред езерата на Северна Америка и 7-о в света. Площта само на водното огледало без островите е 30 764 км2. Надморската височина на водата е 186 м.

## География

### Географско положение
Езерото се намира в Северна Канада, в централната част на Северозападните територии. Крайните му географски точки са следните:
на север: 67°02′20″ с. ш. 119°48′25″ з. д. / 67.038889° с. ш. 119.806944° з. д.
на юг 64°47′27″ с. ш. 121°14′44″ з. д. / 64.790833° с. ш. 121.245556° з. д.
на изток 66°26′17″ с. ш. 117°27′25″ з. д. / 66.438056° с. ш. 117.456944° з. д.
на запад 66°07′58″ с. ш. 125°08′32″ з. д. / 66.132778° с. ш. 125.142222° з. д.
Голямото Мече езеро има дължина от запад на изток 280 км и максималната му ширина от север на юг е 200 км.

### Батиметрия, климат
Обемът на водната маса в езерото е 2236 км3, като средната му дълбочина е 71,7 м, а максималната – 446 м в североизточната му част, в залива Мактавиш Арм. Средногодишното колебание на водното ниво е от порядъка на ±0,2 – 0,3 м. От октомври до юли Голямото Мече езеро е покрито с дебела ледена кора.
От 1950 г. в метеорологичната станция на източното крайбрежие Ехо Бей се водят ежедневни измервания на времето в района като данните са следните:
средна годишна температура – -7,2 °C
средна температура на най-студения месец (януари и февруари) – -27 °C
средна температура на най-топлия месец (юли) – +15 °C
средно годишни валежи – 236 мм
максимум – август 43 мм
минимум – април 6 мм
Северната част от езерото се намира на север от Полярната окръжност, поради което през месец декември за няколки дни слънцито на се показва над хоризонта, а през месец юни продължителността на деня е 23,16 часа.

### Брегове, острови, водосборен басейн
Бреговата линия на езерото е силно разчленена, като общата дължина на бреговата линия е 2719 км. В Голямото Мече езеро има пет големи залива – Смит Арм (на северозапад), Дийзи арм (на североизток), Мактавиш Арм (на изток), Маквикар Арм (на юг) и Кийт Арм (на югозапад), три големи полуострова – Ейдахо, Сахо и Лийт и множество малки острови (Ричардсън, Ека, Иканио, Хогарт и др. с обща площ от 389 км2).
Площта на водосборния му басейн е 114 717 km2, като в езерото се вливат множество реки, по големи от които са: Малка Меча река, Джони Хоу, Уайтфиш, Холдейн, Дийзи, Камсел и др. От югозападния ъгъл на езерото изтича Голяма Меча река, десен приток на Маккензи.

### Селища, транспорт, риболов
Бреговете на езерото са почти безлюдни. По бреговете на езерото има само едно населено място – Делайн (старо име Форт Франклин), разположено на югозападното крайбрежие на 65°11′ с. ш. 123°25′ з. д. / 65.183333° с. ш. 123.416667° з. д.. През 1930 г. в близост до източните брегове на езерото е открито находище на уран, който е използван за направата на първите американски ядрени бомби, хвърлени на Хирошима и Нагазаки. По време на краткото функциониране на рудника съществува селището Порт Радий. Сега селището е закрито, но има пристанище и метеорологична станция под името Ехо Бей (66°05′ с. ш. 117°57′ з. д. / 66.083333° с. ш. 117.95° з. д.), до което през краткия летен сезон от Делайн курсира пасажерски параход, а през зимните месеци автомобилен трафик по заледеното езеро.
По бреговете на Голямото Мече езеро има изградени пет риболовни бази – Делейн, Ехо Бей, в дъното на залива Смит Арм, на южния бряг на залива Дийзи Арм и на северния бряг на полуостров Лийт.

## История
През лятото на 1771 г. служителят на „Компанията Хъдсънов Залив“, търгуваща с ценни животински кожи Самюъл Хиърн събира първите сведения за езерото от местните индианци, когато преминава източно от него.
Двадесет години по-късно, през 1792 г., Родерик Маккензи (братовчед на Александър Маккензи), служител на „Северозападната компания“, която също търгува с ценни животински кожи пръв достига до езерото.
През лятото на 1825 г. бреговете на езерото, с изключение на южното крайбрежие са за първи път картографирани от Питър Уорън Дийзи, който открива и залива Дийзи Арм в североизточния му ъгъл